# 小川西町
小川西町（おがわにしまち）は、東京都小平市の地名。郵便番号は187-0035。

## 地理

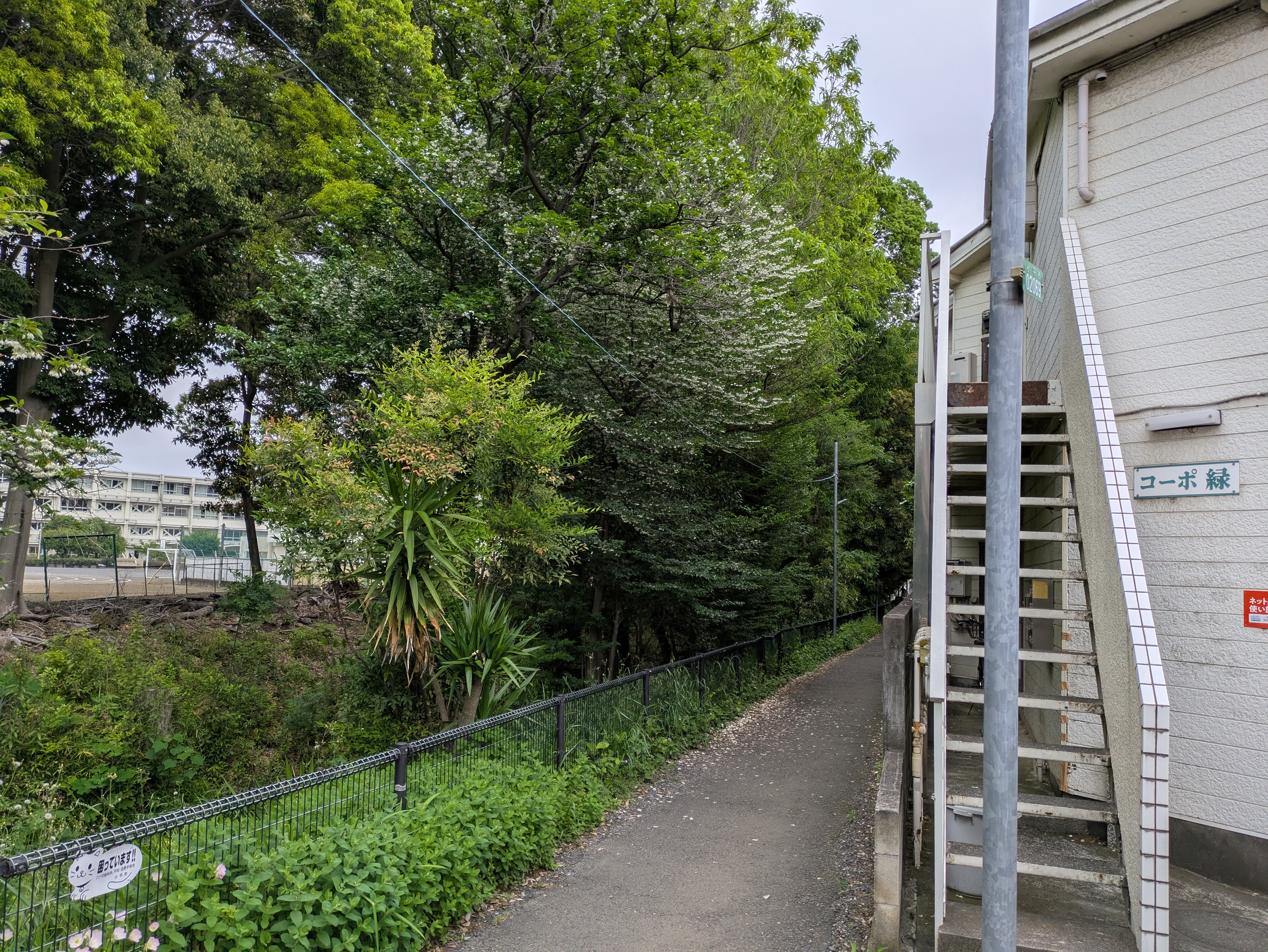
野火止用水沿いの住宅街

小平市の北端にあたり、東側で小川東町、西側で栄町、南側で小川町、北側で東村山市富士見町と接する。
小平市役所がある小川町、小川駅がある小川東町、小川駅西側の小川西町を総称して「小川地区」と呼ばれる。

### 河川
- 野火止用水

## 歴史
町名は、小川駅の西側にあたるところから来ている。
江戸時代には、玉川上水からの分水を用いた農業用水車があり昭和期まで使用されていた。

## 世帯数と人口
2022年（令和4年）8月1日現在の世帯数と人口は以下の通りである。
| 町丁           | 世帯数    | 人口    |
| -------------- | --------- | ------- |
| 小川西町一丁目 | 517世帯   | 1,072人 |
| 小川西町二丁目 | 732世帯   | 1,437人 |
| 小川西町三丁目 | 607世帯   | 1,110人 |
| 小川西町四丁目 | 915世帯   | 1,501人 |
| 小川西町五丁目 | 1,265世帯 | 2,694人 |
| 計             | 4,036世帯 | 7,814人 |

## 小・中学校の学区
市立小・中学校に通う場合、学区は以下の通りとなる。
| 丁目   | 番地                                  | 小学校                   | 中学校                 |
| ------ | ------------------------------------- | ------------------------ | ---------------------- |
| 一丁目 | 全域                                  | 小平市立小平第十三小学校 | 小平市立小平第二中学校 |
| 二丁目 | 全域                                  | 小平市立小平第十三小学校 | 小平市立小平第二中学校 |
| 三丁目 | 1～7 8-1～12 24～40（富士見通り以西） | 小平市立小平第十三小学校 | 小平市立小平第二中学校 |
| 三丁目 | 8-14～23 9～29（富士見通り以東）      | 小平市立小平第六小学校   | 小平市立小平第二中学校 |
| 四丁目 | 全域                                  | 小平市立小平第六小学校   | 小平市立小平第二中学校 |
| 五丁目 | 全域                                  | 小平市立小平第十三小学校 | 小平市立小平第二中学校 |

なお、三丁目8番は小平市立小平第六小学校も選択できる調整区域と三丁目8、9番は小平市立小平第十三小学校も選択できる調整区域である。

## 交通

### 鉄道
| 隣接する街区の駅                          |
| ----------------------------------------- |
| 拝島線 国分寺線 - 小川駅（SS 31）（SK 04) |

町域東端の小川東町との境界付近に小川駅があり利用可能である。

### バス
- 小平市コミュニティタクシー「ぶるべー号」が町域内を運行している[8]。

### 道路
- 東京都道131号小川停車場線

## 施設
- 小平市西部市民センター
  - 小平市西部出張所[9]
  - 小平市立小川西町図書館[6]
- 職業能力開発総合大学校
- 東京都立小平特別支援学校
- 小平市立小平第十三小学校
- 緑成会病院
- コープみらい小川西町店